# Manang Marsyangdi Club
Der Manang Marsyangdi Club ist ein nepalesischer Sportverein in Kathmandu. Die Herren-Fußballmannschaft spielt in der höchsten Liga des Landes, der A-Division League. Das Heimstadion ist das Dasarath Rangasala Stadion. Gegründet wurde der Verein 1982. Bereits 1986 konnte die erste Meisterschaft in der Vereinsgeschichte gefeiert werden. Zweimal (1988 und 2006) nahm der Verein an einem kontinentalen AFC-Wettbewerb teil, kam jedoch nie über die Gruppenphase hinaus.

## Vereinserfolge
- Nepalesischer Meister: 1986, 1987, 1989, 2000, 2003, 2006, 2013/14, 2018/19[1]